# Izba Radców (Tunezja)
Izba Radców (arab. مجلس المستشارين) – izba wyższa parlamentu Tunezji, składająca się ze 126 członków powoływanych na sześcioletnią kadencję, przy czym co trzy lata odnawiana jest połowa składu. 71 mandatów przewidzianych dla radców wybranych przez Izbę Deputowanych oraz kolegium elektorskie złożone z członków władz lokalnych. 41 osób powołuje w skład Izby prezydent Tunezji. 14 miejsc zarezerwowanych jest dla reprezentantów głównej centrali związkowej, która jednakże jak dotąd, od powstania Izby w 2005 roku, nie dokonała nigdy wskazania swojej delegacji, wobec czego mandaty te pozostają nieobsadzone. 
W Izbie mogą zasiadać obywatele tunezyjscy mający ukończone 40 lat. Obywatele naturalizowani muszą spełniać dwa dodatkowe kryteria: od czasu ich naturalizacji musi upłynąć co najmniej 5 lat, zaś co najmniej jedno z ich rodziców również musiało być obywatelem Tunezji. 